# 常葉神社
常葉神社（ときわじんじゃ）は、岐阜県大垣市にある神社。江戸時代後期から明治時代初期に流行した藩祖を祀った神社のひとつ。
戸田一西の他、戸田氏の歴代大垣藩藩主を祭神とする。かつては大垣城城内の神社であった。
例年10月第2日曜日に行われる十万石まつりは、元々常葉神社の例祭である。

## 祭神

### 主神
- 戸田一西
- 戸田氏鉄

### 合祀
- 戸田氏信
- 戸田氏西
- 戸田氏定
- 戸田氏長
- 戸田氏英
- 戸田氏教
- 戸田氏庸
- 戸田氏正
- 戸田氏彬
- 戸田氏共

## 沿革
- 1852年（嘉永5年）、大垣藩戸田氏9代目藩主である戸田氏正が、戸田一西の250回忌のさい、戸田一西を祭神として大垣城内に創建する。このさい、伊勢神宮神官より「常葉大神」と名づけられる。
- 1871年（明治4年）、大垣城が廃城される。そのため「常葉大神」は移転となり、1873年（明治6年）、大垣八幡神社の境内に移転し、常葉神社に改称する。
- 1891年（明治24年）、濃尾地震で倒壊するが、1902年（明治35年）に現在地へ新築移転する。1916年（大正5年）に大垣藩戸田氏初代藩主である戸田氏鉄を主神として合祀する。
- 1945年（昭和20年）の大垣空襲で焼失するが、1950年（昭和25年）に再建される。
- 1966年（昭和41年）、大垣藩戸田氏2代目藩主の戸田氏信から11代目藩主の戸田氏共を合祀する。

## 所在地
- 岐阜県大垣市郭町1丁目96（大垣公園内）

## 交通機関
- 東海道本線・養老鉄道・樽見鉄道、大垣駅より徒歩10分

## その他
- 常葉（ときわ）の名前の由来は、「あらはの旗指物」からという説がある。常葉神社の社宝の旗指物であり、戸田氏光が松平広忠から授かった、赤色の旗指物に金色の「あらは」の文字が書かれている。あらはとは、新しい葉の意味と新しい刃の意味があるという。